# Sealy (Texas)
Sealy es una ciudad ubicada en el condado de Austin en el estado estadounidense de Texas. En el Censo de 2010 tenía una población de 6019 habitantes y una densidad poblacional de 228,89 personas por km².

## Geografía
Sealy se encuentra ubicada en las coordenadas 29°45′54″N 96°9′41″O / 29.76500, -96.16139. Según la Oficina del Censo de los Estados Unidos, Sealy tiene una superficie total de 26.3 km², de la cual 25.93 km² corresponden a tierra firme y (1.39%) 0.37 km² es agua.

## Demografía
Según el censo de 2010, había 6019 personas residiendo en Sealy. La densidad de población era de 228,89 hab./km². De los 6019 habitantes, Sealy estaba compuesto por el 71.21% blancos, el 12.14% eran afroamericanos, el 0.33% eran amerindios, el 0.73% eran asiáticos, el 0% eran isleños del Pacífico, el 12.79% eran de otras razas y el 2.79% pertenecían a dos o más razas. Del total de la población el 38.53% eran hispanos o latinos de cualquier raza.